# Rubén Bentancourt
Artikeln följer den spanska namnseden; faderns efternamn är Bentancourt och moderns efternamn Morales.
Rubén Daniel Bentancourt Morales, född 2 mars 1993, är en professionell fotbollsspelare från Salto, Uruguay. Efter en kort karriär i moderklubben Danubio FC:s seniorlag, flyttade han till Nederländerna för att skriva ett fyra år långt kontrakt med PSV Eindhoven.
Bentancourt deltog i Uruguays trupp vid sydamerikanska U20-mästerskapet i fotboll 2013, som spelades i Argentina. Under turneringen gjorde han ett mål för landslaget i gruppspelsmatchen mot Peru.

### Fotnoter
1. ↑  ”Rubén Bentancourt firma por 4 años en el PSV” (på spanska). PSV.nl. 31 augusti 2011. http://www.psv.nl/Noticias/Noticias/Ruben-Bentancourt-firma-por-4-anos-en-el-PSV.htm. Läst 18 februari 2013.
2. ↑  ”Listas de Jugadores - Sudamericano Sub-20 Argentina 2013”. CONMEBOL.com. Arkiverad från originalet den 24 januari 2013. https://web.archive.org/web/20130124090015/http://www.conmebol.com/export/sites/conmebol/Docs/Sudamericano_Sub20/2013/lista-jugadores_Sub20_Argentina_2013.pdf. Läst 18 februari 2013.
3. ↑  ”Ficha del Partido Uruguay Perú”. CONMEBOL.com. Arkiverad från originalet den 13 januari 2013. https://web.archive.org/web/20130113072806/http://statistics.ficfiles.com/conmebol/sudamericanosub20/fichas/ficha161319.html. Läst 18 februari 2013.